# بيتو فاسكيز
بيتو فاسكيز (بالإسبانية: Beto Vázquez)‏ هو موسيقي أرجنتيني، ولد في 19 يونيو 1962.

## وصلات خارجية
- بيتو فاسكيز على موقع ميوزك برينز (الإنجليزية)
- بيتو فاسكيز على موقع ديسكوغز (الإنجليزية)